# In continuo movimento
In continuo movimento, pubblicato nel 2002 dalla Virgin Records, è il sesto album dei Tiromancino.

## Tracce
Testi di Federico Zampaglione, eccetto dove indicato.
1. Come l'aria – 4:46 (musica: Andrea Pesce, Federico Zampaglione)
2. I giorni migliori – 3:47 (musica: Federico Zampaglione)
3. Nessuna certezza (feat. Elisa e Meg) – 3:39 (testo: Federico Zampaglione, Meg – musica: Federico Zampaglione, Andrea Pesce)
4. Tutto intorno a noi – 3:01 (musica: Luigi Pulcinelli, Federico Zampaglione, Andrea Pesce)
5. Per me è importante – 4:21 (testo: Federico Zampaglione, Camilla Triolo – musica: Federico Zampaglione, Andrea Pesce)
6. È necessario – 3:49 (musica: Federico Zampaglione)
7. Polvere – 4:53 (musica: Luigi Pulcinelli, Andrea Pesce, Federico Zampaglione)
8. Il progresso da lontano – 3:46 (testo: Federico Zampaglione, Adelchi Battista – musica: Federico Zampaglione)
9. Le onde – 2:57 (musica: Federico Zampaglione)
10. Sarebbe incredibile – 4:33 (musica: Federico Zampaglione)
11. Strumentale – 2:01 (musica: Luigi Pulcinelli, Andrea Pesce, Federico Zampaglione)

## Singoli
- Per me è importante - 3 ottobre 2002
- I giorni migliori - 2002/2003
- Nessuna certezza - primavera 2003

## Formazione
- Federico Zampaglione - voce, cori, chitarra acustica, chitarra elettrica, basso, tastiera, arrangiamenti, produzione
- Luigi Pulcinelli - drum machine, campionatori, tastiere, effetti sonori, programmazione, arrangiamenti, produzione
- Andrea Pesce - tastiera, pianoforte, synth, cori, arrangiamenti, produzione
- Stefano Palandri - chitarra elettrica
- Emanuele Brignola - basso
- Piero Monterisi - batteria
- Elisa - voce e tastiere nel brano Nessuna certezza
- Meg - voce, tastiere, carillon nel brano Nessuna certezza
- Roberto Pedicini - voce nel brano In continuo movimento

## Classifiche

### Classifiche settimanali
| Classifica (2002) | Posizione massima |
| ----------------- | ----------------- |
| Italia            | 2                 |

### Classifiche di fine anno
| Classifica (2002) | Posizione |
| ----------------- | --------- |
| Italia            | 23        |
| Classifica (2003) | Posizione |
| Italia            | 71        |